# Juan Cristóbal Guarello
Juan Cristóbal Guarello de Toro (Santiago, 15 de marzo de 1969) es un comentarista deportivo y escritor chileno, ganador del Premio Nacional de Periodismo Deportivo en 2011.

## Familia y estudios
Hijo de Fernando Ángel Guarello Zegers —abogado que defendió a víctimas de violaciones de los derechos humanos durante la dictadura militar— y de María de Toro Serrano, profesora. Es nieto de Fernando Guarello Fitz-Henry, político del Movimiento Nacional-Socialista de Chile. Además, es sobrino del compositor Alejandro Guarello, primo del actor Fernando Larraín y del conductor de televisión Nicolás Larraín, y tío de la ministra Antonia Orellana.
A los 15 años, estuvo a prueba un mes en las divisiones inferiores de Universidad Católica como aquero, sin embargo Fernando Carvallo lo cortó. Fue invitado por Eugenio Jara a probarse en Magallanes, pero lo descartó.
Estudió en el Colegio Notre Dame y después periodismo en la Universidad Diego Portales (1988-1992), aunque nunca se tituló. Más tarde realizaría un diplomado en cine en la Pontificia Universidad Católica de Chile. Entre 1988 y 1994 militó en las Juventudes Comunistas de Chile.
Tuvo una relación con la periodista Sofía Tupper (Santiago, 1992; autora de Historias de clandestinidad) con quien tiene un hijo, Damián.

## Carrera profesional
Ha trabajado en diversos medios, tanto en prensa escrita, radio y televisión. Ha trabajado en los periódicos El Mercurio, Publimetro, y en las revistas Triunfo (1993-1995) y El Gráfico, donde se desempeñó como director. También escribió columnas en la versión chilena del Diario As. Actualmente se desempeña como columnista y panelista de la sección deportiva del diario La Tercera. 
En radio fue comentarista deportivo en Radio Futuro —donde fue conductor del programa Palabra que es noticia con Antonio Quinteros—, emisora a la cual renunció en julio de 2015, entre otras razones, por sus críticas a las farmacias. También fue parte ADN Radio Chile, participando desde los inicios, en marzo de 2008, del programa Los tenores, espacio al que también renunció en junio de 2022 tras una controversia por una entrevista a Francis Cagigao, la que involucró a Luka Tudor, luego de que se revelara un audio de WhatsApp en donde Tudor intercambia información con alguien desconocido, señalando que el director deportivo de la Federación de Fútbol de Chile Francis Cagigao, asistiría a Los tenores para increpar a Guarello. Realizado el programa, este indicó que nunca se le indicó bajo qué tono comparecería al programa Cagigao, por lo que no pudo preparar una defensa acorde a los dicho del español. Unos meses después de su renuncia a ADN, en septiembre de 2022, se anuncia que Guarello pasará a ser parte de Deportes en Agricultura, el programa deportivo de Radio Agricultura.
En televisión ha trabajado en Canal 2 Rock & Pop (agosto de 1995-diciembre de 1996), Chilevisión (1997-2004), TVN (octubre de 2004-julio de 2009), La Red (2009-2010), y TyC Sports. Desde enero de 2011 es comentarista deportivo de Canal 13, siendo uno de los principales rostros de Deportes 13 y del departamento de prensa Teletrece.
Asimismo, Guarello ha publicado cinco libros en coautoría con Luis Urrutia O'Nell (Chomsky), en los que detalla aspectos en su mayoría oscuros y desconocidos del fútbol chileno. En 2014 debutó como novelista con Gente mala, obra inspirada en el denominado caso Anfruns que ocurrió en 1979. En 2018 publicó en la editorial Debate Aldo Marín. Carne de cañón, libro acerca de un revolucionario chileno que murió en 1977 en Italia. Al año siguiente este libro recibió el Premio Municipal de Literatura de Santiago en el género de investigación periodística.
En el año 2023, lanzó su canal de YouTube donde trasmite el programa La Hora de King Kong. Durante la emisión del 5 de mayo de 2024, anunció como nuevo patrocinador a la casa de apuestas Coolbet, a pesar de que en capítulos anteriores anunció estar en contra de dichos auspicios.

## Obras
En coautoría con Luis Urrutia O'Nell
- Anecdotario del fútbol chileno (2005)
- Historias secretas del fútbol chileno (2007)
- Historias secretas del fútbol chileno 2 (2008)
- Historia de la clasificación Sudáfrica 2010 (2010)
- Anecdotario del fútbol chileno II (2011)

Ficción
- Gente mala, novela, Ediciones B (2014)
- Un muerto en el camarín, novela, Editorial Zig-Zag (2023)

No ficción
- Aldo Marín: carne de cañón, investigación, Editorial Debate (2018)
- País barrabrava, ensayo, Editorial Debate (2021)
- Roberto Rojas, El Cóndor, biografía, Editorial Hueders (2022)

## Premios
| Premio | Año  |
| --- | ---- |
| Premio Nacional de Periodismo Deportivo                                                                         | 2011 |
| Premio Municipal de Literatura de Santiago categoría investigación periodística, por Aldo Marín. Carne de cañón | 2019 |